# مالنا آلتریو
مالنا آلتریو (اسپانیایی: Malena Alterio‎؛زاده ۱۹۷۴) بازیگر اهل آرژانتین است.
از فیلم‌ها یا برنامه‌های تلویزیونی که وی در آن نقش داشته است، می‌توان به برج سوسو، میگل و ویلیام، تورِمولینوس ۷۳ و دردسر قریب‌الوقوع اشاره کرد.